# アデレード (小惑星)
アデレード (525 Adelaide) は、小惑星帯に位置する小惑星である。S型小惑星であり、フローラ族に分類される。

## 命名
小惑星名はイギリスおよびハノーファー国王ウィリアム4世の王妃アデレードに由来する。この名前は当初、1904年3月14日にマックス・ヴォルフによって発見された小惑星（仮符号 A904 EB）に付けられたが、A904 EBはその後見失われてしまい、後に1930年10月3日にシルヴァン・アランが1930 TAとして発見し、(1171) Rusthaweliaと命名された。これらが同じ天体だったということは、1958年にコンピュータによる計算で明らかになった。こうしてルスタヴェリアという名前が残され、小惑星番号525とアデレードという名前は、1908年10月21日にメトカーフがマサチューセッツ州タウントンで発見した小惑星（仮符号 1908 EKa）に再利用された。